# Башта, пепео
„Башта, пепео“ је роман српског књижевника Данила Киша објављен 1965. у издању београдске Просвете у библиотеци „Југословенски писци”. У питању је други део трилогије „Породични циркус”, за којим следи роман „Пешчаник”, а којем претходи збирка прича „Рани јади”. Овим делом Киш се потврдио као зрели књижевник и постао незаобилазно име у српској прози.
Роман „Башта, пепео” исприповедан је у првом лицу, из перспективе дечака Андреаса Сама. Обликован је као низ слабо повезаних и недоречених епизода из Самовог детињства током Другог светског рата, са посебним освртом на однос дечака према ексцентричном оцу Едуарду, који је у исти мах представљен као песник, лудак, геније, кукавица, пророк и мученик. Киш је, одбијајући да изнесе морални суд о Едуардовом понашању, створио комплексни лик загонетног и полулудог човека елоквентног језика и маштовитог ума, кога напушта разум и трезвеност у кризним временима. У роману су присутне две наизглед супротне приповедачке стратегије: прва изразито лирска, усмерена на унутрашњи свет јунака, његове родитеље и сестру, док је друга усмерена на ствари и предмете. Књижевни критичари су ову другу стратегију везали за француски „нови роман”, с тим да Киш није дословно преузео овај поступак, већ му се супротставио обликујући га у складу са сопственим поетичким начелима. Тако усмереност на предмете и детаљни описи ентеријера не доводе до потчињавања и „затрпавања” ликова, већ представљени предмети често имају функцију саопштавања нечег из емотивног и интелектуалног живота јунака.
Велики део романескне приче је аутобиографски утемељен на Кишовом животу. Писац је у разговору истакао: У роману „Башта, пепео” ради се о метафори, о страхопоштовању детета према оцу. Отац је увек величина. То је скоро фројдовски проблем: током извесног периода, отац представља краља у односу на дете, он је омнипотентан. У роману „Башта, пепео” хтео сам да развијем ту метафору са идејом да једног дана још нешто напишем о оцу. Роман је преведен на неколико светских језика укључујући енглески, француски, немачки, мађарски и пољски језик.

## Фабула
Роман „Башта, пепео” исприповедан је у првом лицу, из перспективе дечака Андреаса Сама. Он има старију сестру Ану, мајку Марију, за коју је посебно везан, и оца Едуарда Сама, који се последњих година свог живота понашао ексцентрично. Његова мајка је Српкиња из Црне Горе, а отац Јеврејин. На почетку дела дат је низ неповезаних епизода из Самовог детињства: јутарња буђења, породични излети, вест о ујаковој смрти која код дечака буди свест о пролазности, као и краћи портрети госпођице Едит и господина Гаванског.
Даље се роман фокусира на Самовог оца Едуарда. Дечаков отац је написао књигу под именом „Ред вожње аутобуског, бродског, железничког и авионског саобраћаја”. Иако му је првобитна идеја била да напише треће издање класичног саобраћајног бедекера, рукопис је временом постајао необични спис у коме се врши покушај споја свих градова, мора, копна, небеса и меридијана, са примесама побуне против Бога и стварање нове религиозности на темељима пантеизма. Такав „анархични” и „хагиотични” текст, скривен иза „невиног” наслова, није желела ниједна издавачка кућа да објави, те је Едуард био присиљен да врати новац добијен као аванс од издавача и рекламних оглашивача. Притиснути повериоцима и прогоном Јевреја, породица се првобитно сели у сиромашно насеље где живе Роми, потом у кућу поред слепог железничког колосека, да би се на крају повукли у село код очевих рођака. На селу рођаци увиђају да је Сам сишао са ума, да се понаша као старозаветни пророк, куне људе и животиње а себе доживљава као особу која ће својом жртвом да испуни пророчанство и искупи човечанство од греха. Убрзо породица Сам одлази даље и долази код других рођака, стрица Ота, стрине Ребеке и стрине Нети, где се смештају у кућу за служинчад (Вероватно негде у Мађарској). У новом окружењу и у новој школи Андреас Сам се такмичи у учењу са Јулијом Отом. Након супарништва настаје међусобна симпатија, те долази до првог пољупца у сену. Услед еротских снова дечак размишља о греху и страствено чита илустровану Библију.
Едуард у јесен и зиму мирује повучен у сопствена размишљања, али се буди на пролеће, када креће у своје дуготрајне шетње, води сам са собом религиозне монологе и опија се данима по кафанама. Његово понашање изазива неповерење у црквеним круговима и међу фашистичком омладином. Они се договарају да га линчују, али Едуард их спречава својом речитошћу. Након овог испада Едуард се наизглед смирио. Док је брао коприве за чорбу, долази до вербалног сукоба између оца и сина. Едуард одлази у Будимпешту где се пријављује властима јер је Јеврејин, и сину са путовања доноси тесарски прибор. Ускоро заједно са јеврејском породицом Рајнвајн одлази у затвор у оквиру јеврејског гета, где га породица посећује. Едуард је у затвору потпуно промењен. Изгубио је од сопственог бунтовништва и жели да се врати кући. Ускоро га одводе у Аушвиц, а иза њега је остала порука написана на парчету коверте, коју је избацио из воза, молећи налазача да поруку допреми његовој породици. У њој моли да му пошаљу нове кошуље. Дечаку се годинама касније причињавало да сусреће оца прерушеног под различитим маскама, одбијајући да поверује да му је отац страдао у логору.
Потом у роману следи дигресија из очеве прошлости, коју је дечак саставио на основу различитих прича које је чуо. Осим очевог порекла, описује се тренутак када је млади Едуард био у кафани 1930, лечећи тугу након неуспешне љубави према пекарки Хоргош и неуспешног пословног подухвата са парном пекаром, где се одиграо судбоносан сусрет са будућом женом Маријом. Читалац се обавештава да су и његови рођаци временом нестали у логору. Потом следи низ епизода везаних за пса Динга, а потом и сећања како је Андреас Сам са својом мајком проводио вечери гладујући. Роман се завршава дечаковом првом песмом, потом лирским описом покућства које полако пропада и сећања на скупљање шишарки за огрев у сумрак.